# 歌德學院

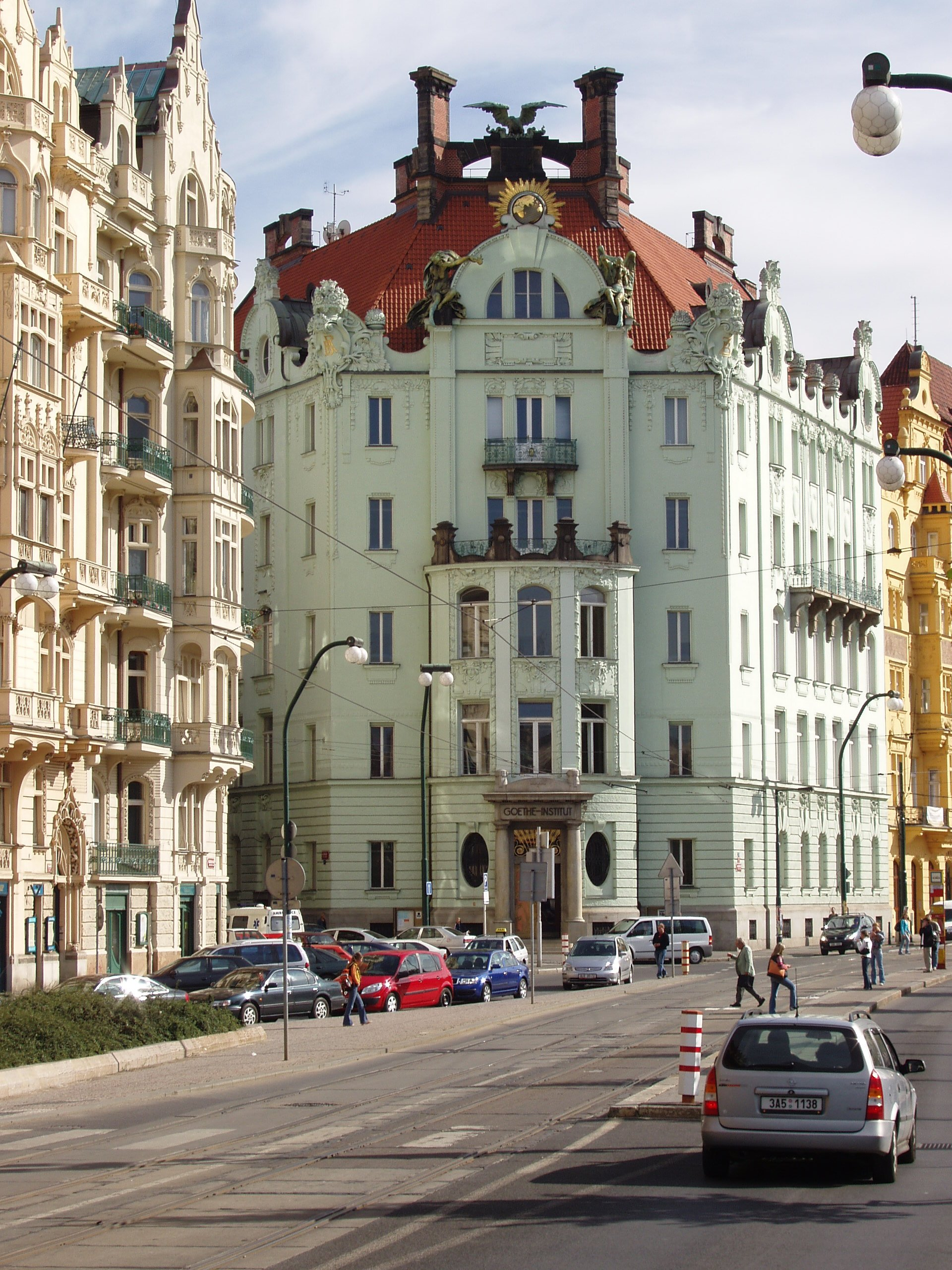
歌德学院布拉格校区

歌德学院（德語：Goethe-Institut，德語：[ˈɡøːtə ʔɪnstiˌtuːt]）是德国在全球範圍內從事文化活動的機構，以德国最受景仰的人文思想家歌德的名字命名，任务是在全世界推广德语及德国文化。目前歌德学院在德国有13所、在德国以外有128所分院。
其它国家的类似机构有：法國的法国文化协会，英國的英国文化协会，西班牙的塞万提斯学院，義大利的但丁协会，葡萄牙的卡蒙斯学院，中國的孔子學院等。

## 组织机构
歌德学院是一个非营利的协会性机构，总部位于慕尼黑。
依据1976年与德国外交部签订的框架协定，歌德学院受托执行一系列对外文化政策范畴内的任务，以此为基础为国家服务，自负责任。除了框架协定中列举的任务范围，允许在事先征得外交部同意的情况下，从事其它的对外文化交流活动。
框架协定确定了歌德学院与外交部的关系，即在执行协定所述任务时“紧密合作”。
在例外情况下，外交部可以直接干涉歌德学院的活动，例如，德國駐外使領館可以提出反对、要求阻止外国分院的某项活动，当派驻国外的雇员有损害国家的行为时，外交部可以要求其立即停职。

## 文化活动
歌德学院开设德语课程，举办大量文化活动。它每年给全世界大约1700名德语教师发放奖学金。德国的作家、音乐家、艺术家在国外的分院出席活动，促进德国与世界各国的文化交流。

## 历史
歌德学院成立于1951年，其前身是1925年成立的德意志学院。最初，它的任务是为外国的德语教师在德国提供进修培训。1953年首次开设德语课程，同年承担起在外国推广德语的任务。1959到1960年後，海外的德国官方文化机构陸續成为歌德学院的分院，但仍有少數例外，如1963年在台北成立的「德國文化中心」:p709至2009年7月1日才更名為歌德學院。而於2000年德國在台協會成立前的30多年間，該文化中心甚至在當地扮演著德國主要代表機構的角色:p787。
2001年，學院与外交部成立的对外宣传机构——Inter Nationes合并。

## 外部連結
- 哥德學院官方網站 （页面存档备份，存于）
- 歌德学院中国网页 （页面存档备份，存于）
- 台北歌德學院 （页面存档备份，存于）
- 歌德学院马来西亚网页 （页面存档备份，存于）